# Eben Norton Horsford
Eben Norton Horsford, né le 27 juillet 1818 dans le comté de Livingston et mort le 1er janvier 1893, est un chimiste américain.
Il est surtout connu pour sa reformulation de la levure chimique et son intérêt pour la colonisation viking des Amériques.